# لا فيكتوريا دي أثينتيخو
بلدية لا فيكتوريا دي أثينتيخو (بالإسبانية: La Victoria de Acentejo) هي بلدية تقع في مقاطعة سانتا كروث دي تينيريفه التابعة لمنطقة جزر الكناري جنوب غرب إسبانيا.

## الديموغرافيا
بلغ عدد سكان بلدية لا فيكتوريا دي أثينتيخو 9.043 نسمة عام 2011 (وفقاً للمعهد الوطني للإحصاء الإسباني).
| 7.678 | 8.122 | 8.152 | 8.393 | 8.676 | 9.023 | 9.043 |